# Lake Park (Carolina del Norte)
Lake Park es una villa ubicada en el condado de Union en el estado estadounidense de Carolina del Norte. La localidad en el año 2020, tenía una población de 3.269 habitantes.

## Geografía
Lake Park se encuentra ubicada en las coordenadas 35°05′08″N 80°38′03″O / 35.085485, -80.634032. Según la Oficina del Censo, la localidad tiene un área total de 2,1 km² (0,8 mi²), de la cual 2,1 km² (0,8 mi²) es tierra y 0 km² (0 mi²) (0.0%) es agua.

### Localidades adyacentes
El siguiente diagrama muestra a las localidades en un radio de 12 kilómetros (7,5 mi) de Lake Park.

## Demografía
En el 2000 la renta per cápita promedia del hogar era de $68.304, y el ingreso promedio para una familia era de $71.630. El ingreso per cápita para la localidad era de $25.330. En 2000 los hombres tenían un ingreso per cápita de $47.083 contra $31.848 para las mujeres. Alrededor del 2.0% de la población estaba bajo el umbral de pobreza nacional.